# Сугасава Юйка
Сугасава Юйка (яп. 菅澤 優衣香; нар. 5 жовтня 1990) — японська футболістка. Вона грала за збірну Японії.

## Клубна кар'єра
У 2008 році дебютувала в «Альбірекс Ніїґата». В 2013 року вона перейшла до «Юнайтед Тіба». 2017 року підписала контракт з клубом «Урава Редз Лейдіз».

## Кар'єра в збірній
Дебютувала у збірній Японії 13 січня 2010 року в поєдинку проти Данії. У складі японської збірної учасниця жіночого чемпіонату світу 2015 та 2019 року. З 2010 рік зіграла 69 матчів та відзначилася 20-а голами в національній збірній.

## Статистика виступів
| Збірна Японії | Збірна Японії | Збірна Японії |
| Рік           | Матчі         | Голи          |
| ------------- | ------------- | ------------- |
| 2010          | 6             | 0             |
| 2011          | 0             | 0             |
| 2012          | 4             | 2             |
| 2013          | 2             | 0             |
| 2014          | 12            | 6             |
| 2015          | 14            | 2             |
| 2016          | 1             | 0             |
| 2017          | 4             | 1             |
| 2018          | 17            | 6             |
| 2019          | 9             | 3             |
| Загалом       | 69            | 20            |